# Canon EF 85mm

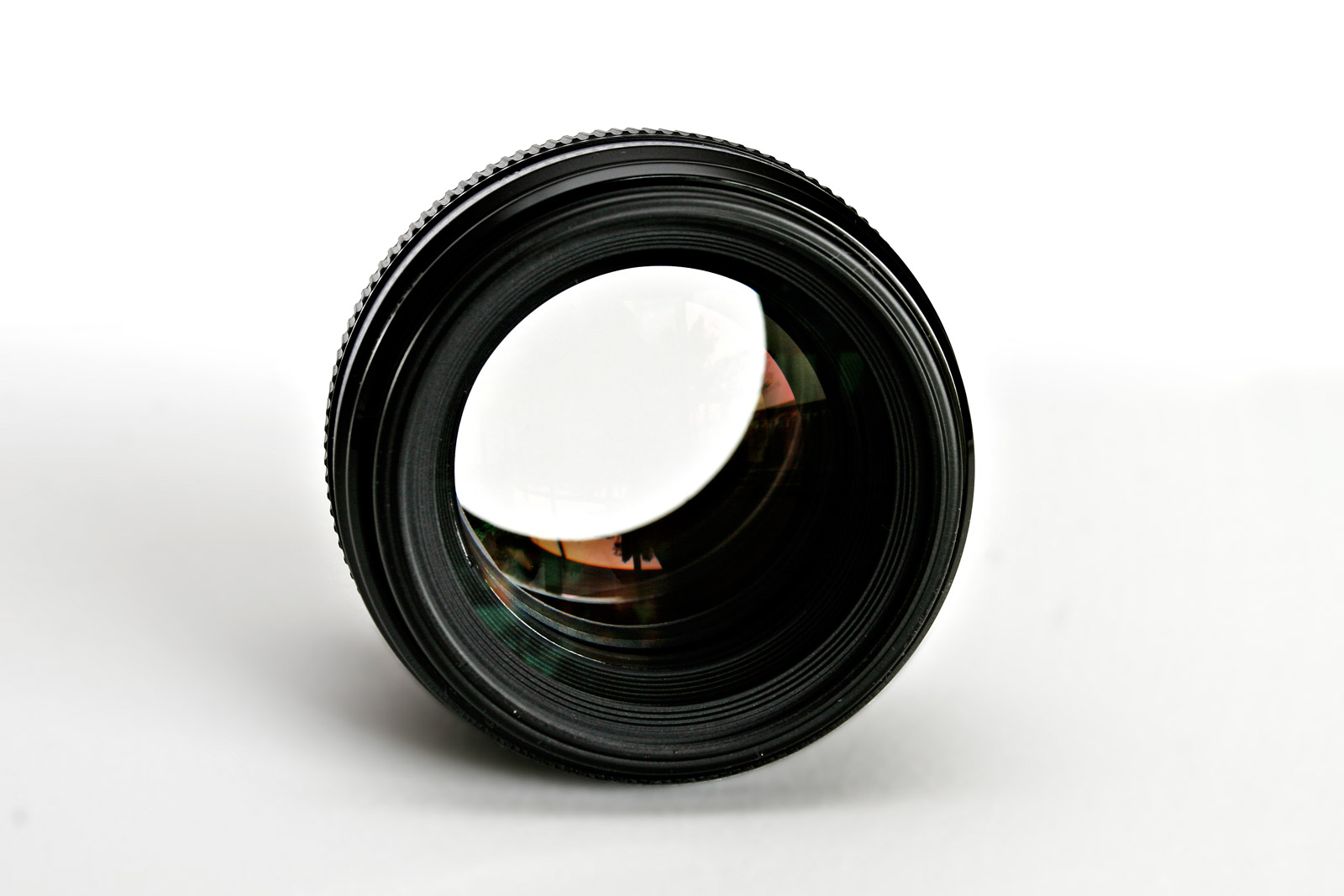
1.8 USM z maksymalnie otwartą przesłoną

Canon EF 85mm – seria stałoogniskowych teleobiektywów firmy Canon przeznaczonych dla aparatów serii EOS.  Dotychczas powstały trzy obiektywy w tej serii:
- f/1.2L USM
- f/1.2L II USM
- f/1.8 USM

## EF 85mmf/1.2L USM
Profesjonalny teleobiektyw (seria L – "luxury") wprowadzony na rynek we wrześniu 1989.  Obiektyw składa się z ośmiu elementów optycznych w siedmiu grupach, z jednym elementem asferycznym.  Obiektyw nadal pozostaje w sprzedaży pomimo wprowadzenia na rynek jego nowszej wersji f/1.2L II USM.

## EF 85mmf/1.2L II USM
Nowsza wersja f/1.2L USM która weszła do sprzedaży w marcu 2006.  W porównaniu ze swoim poprzednikiem wersja II ma poprawiony układ autofocusa i lepszy silnik soniczny przez co szybkość ogniskowania jest do 1,8 szybsza od poprzedniej wersji, konstrukcja optyczna pozostała niezmieniona.  Wraz z EF 50mm f/1.2L USM jest to najszybszy obiektyw Canona i najszybszy obiektyw w swojej klasie.  Niska wartość przesłony pozwala na robienie zdjęć przy małej ilości światła, a także na uzyskanie bardzo małej głębi ostrości – przy minimalnej przysłonie, ustawiając ostrość na odległość 1 m głębia ostrości wynosi zaledwie kilka milimetrów, przy dwóch metrach ta wartość wynosi ok. 4 cm, a przy pięciu metrach – 30 cm.  Pomimo poprawienia szybkości autofokusa obiektyw ten jest krytykowany za to, że funkcja ta nadal jest dość powolna, krytykowany jest także ciężar obiektywu i jego znaczna cena ale jest ceniony przez wszystkich profesjonalistów za znakomitą jakość i ostrość obrazu, używany jest zazwyczaj do robienia portretów.

## EF 85mmf/1.8 USM
Amatorski obiektyw wprowadzony do sprzedaży w lipcu 1992.  Składa się z dziewięciu elementów w siedmiu grupach, nie zawiera żadnych elementów specjalnych.  Podobnie jak profesjonalne wersje tego obiektywu autofocus obsługiwany jest przez silnik soniczny (oznaczenie USM).  Obiektyw został zaprojektowany komputerowo co pozwoliło na uzyskanie bardzo wysokiej jakości bokehu.  W porównaniu z wersjami f/1.2 jest znacznie lżejszy i kosztuje o ok. 75% mniej.  Obiektyw jest chwalony za znakomitą jakość i ostrość obrazu, szczególnie biorąc pod uwagę jego znacznie niższy koszt od obiektywów serii "L".

## Dane techniczne
|                                  | f/1.2L USM              | f/1.2L II USM           | f/1.8 USM               |
| -------------------------------- | ----------------------- | ----------------------- | ----------------------- |
|                                  |                         |                         |                         |
| Dane techniczne                  |                         |                         |                         |
| Przysłona                        | f/1.2-f/16              | f/1.2-f/16              | f/1.8-f/22              |
| Konstrukcja                      | 8 elementów w 7 grupach | 8 elementów w 7 grupach | 9 elementów w 7 grupach |
| Liczba listków przesłony         | 8                       | 8                       | 8                       |
| Minimalna odległość ogniskowania | 0,95m                   | 0,95m                   | 0,85m                   |
| Masa                             | 1025g                   | 1025g                   | 425g                    |
| Średnica                         | 91,5mm                  | 91,5mm                  | 75,0mm                  |
| Długość                          | 84,0mm                  | 84,0mm                  | 71,5mm                  |
| Średnica filtra                  | 72mm                    | 72mm                    | 58mm                    |